# Nikołaj Kujbyszew
Nikołaj Władimirowicz Kujbyszew (ros. Николай Владимироч Куибышев; ur. 13 grudnia?/25 grudnia 1893 w Kokczetawie, ob. Kazachstan, zm. 1 sierpnia 1938 w Moskwie) – sowiecki komkor, mianowany na ten stopień w 1935. Brat Waleriana Kujbyszewa.

## Życiorys
Urodzony w rodzinie oficera armii carskiej, uczestnika wojny rosyjsko-japońskiej 1904-1905. Ukończył Omski Korpus Kadetów. W 1912 rozpoczął naukę w Aleksandrowskiej Szkole Oficerskiej, którą ukończył w 1914. Zawodową służbę wojskową rozpoczął w 10 Małorosyjskim pułku grenadierów. Walczył w I wojnie światowej. Dowódca kompanii i batalionu. Kapitan, trzy razy ranny, nagrodzony orderami za waleczność.
W 1917 członek pułkowego Komitetu Rad Delegatów Żołnierskich. Po rewolucji październikowej 1917 wybrany dowódcą pułku. Po klęsce wojsk sowieckich na froncie wyjechał do Moskwy gdzie służył w oddziale radiowym Ministerstwa Poczty. Do Czerwonej Gwardii wstąpił w 1918. Członek Socjaldemokratycznej Partii Robotniczej Rosji(b) od 1918. Od czerwca 1918 członek Najwyższej Inspekcji Wojskowej. W 1919 komisarz, a później dowódca 3 Brygady w 9 Dywizji Strzelców na Froncie Południowym. Od maja dowódca 9 Dywizji. Walczył w wojnie domowej. Był członkiem Wyższego Kolegium Wojskowego, prowadził inspekcje oraz brał udział w przeformowaniu jednostek Armii Czerwonej w województwach Tambowskim i Samarskim. W 1922 ukończył Wyższe Kursy Akademickie. W latach 1923–1925 komendant Wyższej Szkoły Piechoty "Wystrieł". W latach 1925–1926 zastępca dowódcy Frontu Turkiestańskiego, potem dowódca korpusu. W latach 1927–1928 szef Zarządu Dowodzenia Robotniczo Chłopskiej Armii Czerwonej i zastępca dowódcy Moskiewskiego Okręgu Wojskowego.
W latach 1928–1936 dowódca Syberyjskiego Okręgu Wojskowego. W 1937 dowódca Zakaukaskiego Okręgu Wojskowego.
Deputowany do Rady Najwyższej ZSRR 1 kadencji.
Członek Rewolucyjnej Rady Wojskowej ZSRR, od 1934 członek Rady Wojskowej w Ludowym Komisariacie Obrony ZSRR (ministerstwo Obrony). Od 1932 przewodniczący Centralnej Rady Stowarzyszenia Współdziałania Obrony i Budownictwa Lotniczego i Chemicznego ZSRR. Członek Ogónorosyjskiego Komitetu Wykonawczego i Centralnego Komitetu Wykonawczego ZSRR kilku kadencji.
Był członkiem Zarządu i przewodniczącym sekcji poezji i prozy Związku Pisarzy Łotewskiej Sowieckiej Socjalistycznej Republiki.
Aresztowany 2 lutego 1938, podczas wielkiej czystki w Armii Czerwonej, w oparciu o wymuszone zeznania M. Tuchaczewskiego, W. Primakowa i B. Feldmana złożone w poprzednim roku podczas tzw. sprawy Tuchaczewskiego. Torturowany w śledztwie, przyznał się do absurdalnych zarzutów: udziału w antysowieckim, trockistowskim, wojenno-faszystowskim spisku, a także do udziału w szpiegostwie na rzecz Niemiec, Polski, Japonii i Litwy. Sądzony i skazany na śmierć 1 sierpnia 1938, tego samego dnia stracony. Rehabilitowany w 1956.
Trzykrotnie odznaczony Orderem Czerwonego Sztandaru.

## Literatura
- Bolszaja Sowietskaja Encykłopiedija t. 13 Moskwa 1973.
- A. Okorokow, Russkije dobrowolcy, Moskwa 2007.